# オレナ・アントノワ
オレナ・アントノワ（Olena Antonova、1972年6月16日 - ）は、ウクライナの陸上競技選手。2008年北京オリンピック女子円盤投銀メダリスト。

## 経歴
円盤投の自己ベストは、2004年6月のキエフで達成した67.30メートル。2008年北京オリンピックの女子円盤投で銅メダルを獲得し、後に北京オリンピックでは銀メダルを獲得していたヤレリス・バリオスがドーピングをしていたことが発覚し、銀メダルに昇格した。
2009年世界陸上競技選手権大会でドーピングの検査をしたところ、スタノゾロールが陽性であることが判明した後、2013年7月に2年間の出場停止処分を受けた。